# Johann Peter Bucher

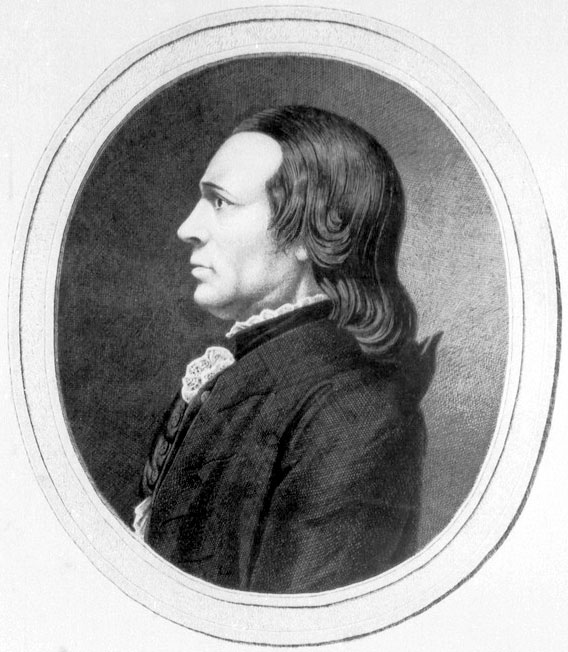
Johann Peter Bucher

Johann Peter Bucher (* 10. August 1740 in Kassel; † 25. April 1820 in Marburg) war ein deutscher Rechtswissenschaftler.

## Leben
Johann Peter war der Sohn des Chirurgen und landgräflich hessischen Kammerdieners Johann Friedrich Bucher († 26. Dezember 1780 in Kassel). Ab 1755 besuchte er das Pädagogium Carolinum in Kassel wo unter anderem Justus Heinrich Wetzel (1701–1771), Johann Gottlieb Stegmann (1725–1795) und Carl Prizier (1726–1781) seine Ausbildung leiteten. Am 24. April 1757 immatrikulierte er sich an der Universität Göttingen, wo er von Samuel Christian Hollmann in den philosophischen Wissenschaften, von Christian Friedrich Georg Meister (1718–1782) in den juristischen Institutionen, Pandekten und peinlichen Recht, bei Georg Heinrich Ayrer mit dem deutschen und Privatrecht, bei Georg Ludwig Böhmer mit dem Lehn- und kanonischen Recht und bei Heinrich Christian von Selchow das deutsche Privatrecht studierte, sowie bei Justus Claproth das juristische Praktikum absolvierte.
Ab 1760 hatte er eine Hauslehrerstelle bei dem Grafen von Bentheim in Steinfurt erhalten, wurde am 8. Oktober 1763 zum zweiten Professor der Rechte am Gymnasium Arnoldinum ebenda und promovierte am 17. November 1763 unter Alexander Wynand Pagenstecher (* 30. September 1723 in Hamm; † 23. August 1796 in Harderwijk) an der Universität Harderwijk zum Doktor der Rechte. Am 9. September 1771 wurde er Professor der Rechte am Gymnasium Hammonense in Hamm und übernahm am 18. August 1772 an die Universität Rinteln die dritte ordentliche Professur der Rechte. Am 28. September 1774 erhielt er zudem die Aufgabe des Universitätssyndikus und war am 5. September 1773 Mitglied der lateinischen Gesellschaft in Altdorf geworden.
Am 28. Oktober 1797 wechselte er als Professor der Rechte an die Universität Marburg, wo er katholisches und evangelisches Kirchenrecht, deutsches Privatrecht mit Lehenrecht, Handels- und Wechselrecht, Forst- und Bergrecht und die Institutionen und römische Rechtsgeschichte unterrichtete. In Marburg beteiligte er sich an den organisatorischen Aufgaben der Hochschule. So war er in den Jahren 1801, 1805, 1809, 1813, 1816 und 1820 Dekan der Marburger Juristenfakultät und im Jahr 1803 Prorektor der Alma Mater. Nachdem er am 2. Juni 1815 zum geheimen Regierungsrat ernannt worden war, litt er unter zunehmenden Gesundheitseinschränkungen und erblindete.

## Familie
Am 14. April 1773 heiratete Bucher in Rheda Luise Klara Wilhelmine Krieger, die älteste Tochter des gräflich bentheimischen Regierungsrates W. Krieger. Aus der Ehe stammen Kinder. Von diesen kennt man:
- Friedrich Wilhelm Jakob Bucher (* 10.  Juni 1774 in Rinteln; † 16. Januar 1839 in Herford) Jurist, 1815 Direktor des Stadt und Landgerichts Herford, 1. September 1827 Dr. jur.
- Catharina Justina Bucher (* 4. Dezember 1778 in Rinteln; † 15. August 1782 ebenda)
- Karl Franz Ferdinand Bucher (* 14. Juni 1786 in Rinteln; † 3. Februar 1854 in Erlangen) Jurist. Professor der Rechte in Halle und Erlangen, verheiratet um 1809 mit Henriette Weber, der einzigen Tochter des Pfarrers in Berna Christian Heinrich Weber
- Friederike Charlotte Amalie Bucher (* 20. November 1775 in Rinteln; † 10. Dezember 1854 in Marburg) verh. 4. November 1798 mit Karl Wilhelm Justi (* 14. Januar 1767 in Marburg; † 7. August 1846 ebenda)

## Werke (Auswahl)
- Oratio de juribus S. Rom. Imp. Comitum regnantium antiqui stemmatis et insigni inter hos aliosque comites differentia. Steinfurt 1763
- Meditatio jurid. inaug de poena talionis. Harderwijk 1763
- Continuatio meditationis jurid. de poena talionis. Steinfurt 1764 (Resp. Rudolph Gempt)
- Progr. de Medico digno politiae objecto. Steinfurt 1765
- Progr. I de regula juris pontificii: Spoliatus ante omnia restituendus. Seinfurt 1765, 1766
- Progr. de justo civitatis rectore. Steinfurt 1766
- Disquis. jur. I. de notione atque effectu infamiae; qua lectiones suas academicas incipiendas indicat. Steinfurt 1766
- Disquis. jur. II. de notione atque effectu infamiae; qua lectiones suas academicas incipiendas indicat. Steinfurt 1766 (Resp. Lubert Stuermann (Gildehausen-Bentheim))
- Abhandlung von der Klugheit eines Regenten, eine Einlad. Schrift zu Anhör. einer Rede auf den Geburtstag Grafen Carls von Bentheim. Steinfurt 1767
- Oratio de moralitate precum pro salute principis. Steinfurt 1768
- Progr. de ceremoniali S.R.I. Comitum antiqui stemmatis in melius reformando. Steinfurt 1768
- Progr. de sponsionibus. Steinfurt 1679
- Diss. jur. de imputatione actionis in ira comissae. Steinfurt 1770 (Resp. Dieter Broeker)
- Diss. de philantropia hosti et haeretico haud, deneganda. Seinfurt 1770 (Resp. Friedrich Wilhelm Ludwig Gerstein (Rheda - Westfalen))
- Disquis. utrum feudum foemininum statim reddatur, si femina aliquando admissa. Rinteln 1772
- Diss. utrum moto concursu usurarum cursus sistatur? Rinteln 1774 (Resp. Johann Heinemann)
- Diss. de arbitrio judicis non omnimode arbitrario. Rinteln 1776 (Resp. Christian Schumann (Eschwege, Lic. jur.))
- Progr. de divisione statuum Imperii R.G. in Corpus Evangelicorum et Catholicorum et legibus fundata et unitati Reipublicae nostrae non repugnante. Rinteln 1777
- Diss. de jure capitulandi et adcapitulandi. Rinteln 1780 (Resp. Christian Ferdinánd König)
- Diss. de diversa homagii in I. R. G. indole diversiaque ejus effectibus. Rinteln 1784
- Progr. de functionum publicarum seu operarum territorialium indole finibusque earum recte regundis. Rinteln 1785
- Dissertatio Inavgvralis De Infanticidio A Matribvs In Recens Natos Infantes Commisso Et Qvibvsdam Eivs Impediendi Remediis. Rinteln 1785 (Resp. Karl Gottlieb Daniel Clauder, Online)
- Progr. de seditione coercenda ad Art. 127 C.C.C.. Rinteln 1793
- Progr. in obitum D. & Prof. Jur. Caroli Guil. Wippermann. Rinteln 1797
- Diss. inaug. de compromissi recepti atque laudi qualitatibus & effectibus. Rinteln 1797 (Resp. J. G. L. Wippermann)
- Von den Kirchenständen, besonderst nach kursächsischen und fürstl. Hessen-Casselischen Rechten. In: Materialien für alle Theile der Amtsführung eines Predigers Band I, Heft 3
- Vom Klingelbeutel. In: Materialien für alle Theile der Amtsführung eines Predigers Band I, Heft 3
- Die Taufe, nach den gemeinen, insonderheit aber kursächsischen und fürstl. Hessen-Cassel. Rechten betrachtet. In: Materialien für alle Theile der Amtsführung eines Predigers Band I, Heft 3
- Das Abendmahl, nach den gemeinen, insonderheit kursächs. und fürstl. Hessen-Cassel. Rechten. In: Materialien für alle Theile der Amtsführung eines Predigers Band II, Heft 1 & 2
- Vom Rechte der Begräbnisse. In: Materialien für alle Theile der Amtsführung eines Predigers Band II, Heft 3
- Rechtliche Anmerkungen über Kirchenvisitationen. In: Materialien für alle Theile der Amtsführung eines Predigers Band IV, Heft 3
- Die Simonie, nach kanonischen und protestantischen Grundsätzen betrachtet. In: Materialien für alle Theile der Amtsführung eines Predigers Band IV, Heft 4
- Von dem den Pfarrwittwen und Kindern gebührenden Sterb- und Gnadenjahr. In: Materialien für alle Theile der Amtsführung eines Predigers Band VI, Heft 2